# 唐·布斯
唐纳德·R·布斯（英語：Donald R. Buse，1950年8月10日—），美国NBA联盟职业篮球运动员。他在1972年的NBA选秀中第3轮第4顺位被菲尼克斯太阳选中。